# Calamagrostis chalybaea
Calamagrostis chalybaea là một loài thực vật có hoa trong họ Hòa thảo. Loài này được (Laest.) Fr. mô tả khoa học đầu tiên năm 1845.